# Cemitério judaico de Coro

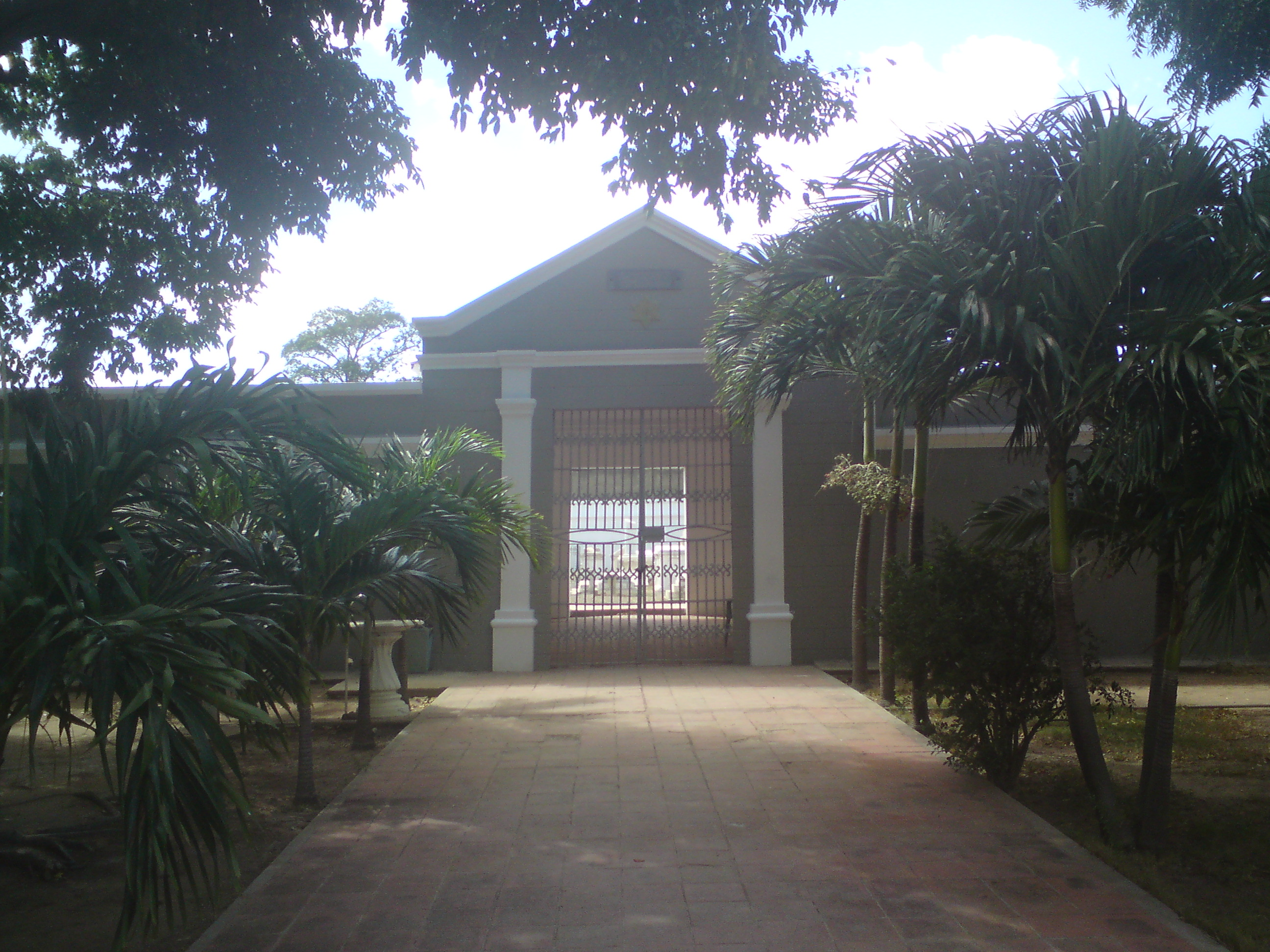
Entrada ao Cemitério Judaico de Coro

O Cemitério judaico de Coro é o mais antigo cemitério judeu de uso contínuo nas Américas . O seu origem pode ser localizado no século XIX, quando judeus sefarditas da colônia holandesa de Curaçao começaram a migrar para a cidade venezuelana de Santa Ana de Coro em 1824. O cemitério começou a funcionar em 1832 quando o Sr. Joseph Curiel e a sua esposa Debora Levy Maduro, que tinham comprado um terreno perto da cidade para enterrar a sua filha, Hana . No cemitério podem ser encontrados túmulos e mausoléus belos em uma quantidade impressionante para o tamanho ea riqueza da cidade, que permaneceram como lembranças de um tempo quando os judeus floresceram na cidade, graças ao aumento do comércio com as Antilhas Holandesas. O cemitério está localizado na área de Pantano Abajo, entre a avenida Roosevelt e a rua Zamora . O cemitério é também o túmulo dos poetas venezuelanos de origem judeu sefardita Elias David Curiel e Salomón López da Fonseca, neto do rabino da cidade de Amsterdam, Isaac Aboab da Fonseca.
O cemitério foi restaurado nos anos 70, graças ao apoio da Associação Israelita da Venezuela e do governo nacional. Hoje, devido às fortes chuvas que afetaram todas as construções históricas da cidade de Coro (a cidade é um Patrimônio Mundial da UNESCO) um acordo foi assinado em 2009 entre o Centro de Caracas para Estudios Sefarditas, representando a AIV - e a Constructora Sambil, que é um empresa de construção de propriedade de uma famosa família judia, para reconstruir o cemitério 